# Drott & Marsk
Drott & Marsk er en pop/rockgruppe fra Danmark, der blev dannet af Bjarke Helmø og Stig Helmer Jensen i 2007. Gruppen består af Bjarke Helmø (Sidste Ambulance), Stig Helmer Jensen (Atoi), Mikkel Baltser Dørig (Harmony Hatbox in Brilliant Black, Black Rose Trick, The Lips mfl.), Tomas Raae (ditbandmitband, Källing, mfl.) og Dan Hvidtfeldt Larsen (Won’t Lovers Revolt Now, The State, The Market and The DJ, mfl.)
Albummet Det Sejler Sikkert udkom i 2010 og modtog fire ud af seks stjerner i GAFFA. I 2011 udgav de EP'en En Tanke Om Hvor Godt Det Var Engang, der fik tre ud af seks stjerner i GAFFA.

## Diskografi
- Det Sejler Sikkert (2010)
- En Tanke Om Hvor Godt Det Var Engang (2011, EP)